# Smyha
Smyha (ucraniano: Сми́га) es un asentamiento de tipo urbano de Ucrania perteneciente al raión de Dubno en la óblast de Rivne.
En 2018, el asentamiento tenía una población de 2718 habitantes. Desde 2016 es sede de un municipio que abarca, además del asentamiento, los pueblos de Stara Mykoláyivka, Studianka, Béreh, Shepetyn y otros nueve pueblos más pequeños de menos de quinientos habitantes cada uno. En 2018, el municipio tenía una población total de 7732 habitantes.
El pueblo fue fundado en 1861 bajo el nombre de "Kenneberg" como una finca privada habitada por alemanes étnicos, en el cual se construyó un aserradero. A partir de la década de 1910, el declive de la economía artesanal del siglo XIX llevó a los alemanes a abandonar el lugar y comenzó a ser una localidad habitada principalmente por ucranianos. En 1928, el gobierno de la Segunda República Polaca le dio a la localidad su actual topónimo. Adoptó el estatus de asentamiento de tipo urbano en 1980.
Se ubica unos 15 km al sur de la capital distrital Dubno, sobre la carretera M19 que lleva a Ternópil.